# Ralf Rambow
Ralf Rambow (* 29. August 1964) war Fußballspieler im Bereich des DDR-Fußballverbandes und des Deutschen Fußball-Bundes. Erstligafußball spielte er nur mit der BSG Stahl Eisenhüttenstadt in der DDR-Oberliga.

## Sportliche Laufbahn
Rambow begann seine Fußball-Laufbahn als 12-Jähriger im Nordosten der DDR, bei der Betriebssportgemeinschaft (BSG) Demminer Verkehrsbetriebe. Von 1981 bis 1984 spielte er bei den BSG Lok/Armaturen Prenzlau und Stahl Eisenhüttenstadt. Zur Saison 1984/85 wurde Rambow in die DDR-Ligamannschaft der Eisenhüttenstädter aufgenommen. Dort spielte er zunächst bis zum Mai 1988, danach musste er seinen Wehrdienst antreten, den er beim Armeefußballklub FC Vorwärts Frankfurt (Oder) ableistete. Für die Spielzeiten 1988/89 und 1989/90 gehörte er zum Aufgebot des FC Vorwärts, der in dieser Zeit nach seinem Abstieg 1988 ebenfalls in der DDR-Liga spielte. Bis zum April 1990 absolvierte Rambow für den FC Vorwärts 28 Punktspiele, in denen er sieben Tore erzielte. Ab Mai 1990 spielte er wieder für die BSG Stahl Eisenhüttenstadt, die inzwischen in die DDR-Oberliga aufgestiegen war. Dort bestritt er noch die restlichen vier Punktspiele, anfangs zweimal als Einwechselspieler, danach als Stürmer von Beginn an. Eisenhüttenstadt spielte auch 1990/91 wieder in der Oberliga. Rambow war von Anfang an mit dabei und bestritt nun als Mittelfeldspieler 20 der 26 ausgetragenen Punktspiele. Diese Saison diente neben der Ermittlung des letzten DDR-Fußballmeisters nach der wendebedingten Auflösung des DDR-Fußballverbands zur Qualifikation für die DFB-Ligen. Der während der Saison umgebildete Eisenhüttenstädter FC Stahl konnte sich nur für die drittklassige Amateuroberliga qualifizieren, erreichte aber das letzte Endspiel um den DDR-Fußballpokal. Dort unterlag die Stahl-Mannschaft mit Rambow als rechtem Mittelfeldspieler mit 0:1 gegen Hansa Rostock.
Danach spielte Rambow von 1991 bis 1993 zwei Spielzeiten für den FC Berlin in der damals drittklassigen Amateur-Oberliga Nordost. 1993 wechselte er zum 1. FC Union Berlin, mit dem er sich ein Jahr später für die neue Regionalliga Nordost qualifizierte. Von 1995 bis 1997 kehrte Rambow wieder zum nunmehrigen Regionalligisten Eisenhüttenstädter FC Stahl zurück. Anschließend spielte er nur noch bei unterklassigen Berliner Vereinen: Adlershofer BC (1997–2003), Borussia Friedrichsfelde (2003) und wieder Adlershofer BC (2004). Im Sommer 2004 schloss sich Rambow dem Berliner Landesligisten TSV Oranke an, den er später auch trainierte. Zuletzt spielte er dort in der Altherrenmannschaft.